# Caner Cindoruk
Caner Cindoruk (Adana, 1980. április 17. –) török színész.

## Élete
Caner Cindoruk 1980. április 17-én született Adanában. Anyai ágon jörük származású, amely egy török etnikai alcsoport. Apai ágon kurd származású. Édesanyja Müşerref, apja pedig Zafer Doruk történetíró, aki kétszer kapott Orhan Kemal Story-díjat. Két testvére van, Münir Can Cindoruk és Taner Cindoruk, és először családja hatására kezdett érdeklődni a színház iránt. Nagybátyja, Erdal Cindoruk színházi színész. Cindoruk gyerekkori évei a színházak kulisszái mögött teltek. Középiskolájában mindig talált egy művet a színpadon, és egyetemi éveiben számos darabban szerepelt. A Çukurova Egyetem Állami Konzervatórium Színházi Tanszékén szerezte meg a diplomáját.
Első szakmai szerepe Yusuf volt a Fehim Paşa Konağı című színdarabban. 1997-ben debütált az Adana Seyhan Önkormányzati Színházi Csoportban. Tíz évig színészként dolgozott a Seyhan Önkormányzatban és az Adana Városi Színházban. 
2006-ban négy gyermekkori barátjával Isztambulba költözött. Ugyanebben az évben debütált a Beynelmilel című filmmel. Szereplő társai közt szerepelt Özgü Namal.
2008-ban Caner szerepelt a Kelebek című filmben. 2007-ben a Kara Güneşben játszott szerepével megkapta az első televíziós szerepét, a következő évben pedig a Geç Gelen Bahar és a Yaprak Dökümü című sorozatokban szerepelt. A Yaprak Dökümü című sorozatban bemutatott Dr. Nazmi karakterének alakításáért kritikai elismerést kapott. 2009 nyarán Caner szerepelt Orhan Kemal Hanımın Çiftliği című művének feldolgozásában, ahol Mehmet Aslantuğ és Özgü Namal oldalán játszott.
2012 -ben Ebru Özkannal együtt szerepelt a Pandaların Hikayesi című darabban. Ugyanebben az évben szerepelt Bahman Ghobadi Gergedan Mevsimi című filmjében Yılmaz Erdoğan, Beren Saat és Monica Bellucci mellett. 2015-ben szerepelt Hiner Saleem iraki rendező Dar Elbise című filmjében, Tuba Büyüküstün, Hazar Ergüçlü, İnanç Konukçu, Devrim Yakut és Canan Ergüder mellett. A filmet 2016-ban mutatták be.
Caner Cindoruk Ali karakterét ábrázolta az İstanbulname című musicalben, amelyet Türker İnanoğlu készített. A főszerepet Nükhet Duruval, Pelin Akillal, Cezmi Baskınnal és Kayhan Yıldızoğluval osztotta meg.
Zeki Demirkubuz Kor című filmjében játszott szerepével Caner Cindoruk kritikai elismerést kapott a kritikusoktól. A filmben Aslıhan Gürbüz és Taner Birsel oldalán szerepelt. 2016 -ban Caner Gizem Karaca oldalán lett az İstanbul Sokakları című sorozat főszereplője. 
A Fox TV-n 2017 és 2020 között sugárzott Egy csodálatos asszony (Kadın) című sorozatban Sarp Çeşmeli/Alp Karahan szerepében volt látható, partnere Özge Özpirinçci volt. 
A Kanal D-n 2020 és 2022 között sugárzott Elárulva (Sadakatsiz) című sorozatban Volkan Arslant alakította Cansu Dere oldalán.

## Filmográfia
| Mozifilmek            | Mozifilmek                   | Mozifilmek             | Mozifilmek                 | Mozifilmek     |
| Év                    | Eredeti cím                  | Magyar cím             | Szerep                     | Magyar hang    |
| --------------------- | ---------------------------- | ---------------------- | -------------------------- | -------------- |
| 2006                  | Beynelmilel                  |                        |                            |                |
| 2008                  | Geç Gelen Bahar              |                        | Ali                        |                |
| 2008                  | Kelebek                      |                        | Yusuf                      |                |
| 2012                  | Elveda Katya                 |                        | Veli                       |                |
| 2012                  | Gergedan Mevsimi             |                        |                            |                |
| 2012                  | Yabancı                      |                        | Ferhat                     |                |
| 2014                  | Çalsın Sazlar                |                        | Mahir                      |                |
| 2016                  | Kor                          |                        | Cemal                      |                |
| 2016                  | Dar Elbise                   |                        | Apo                        |                |
| 2016                  | Ekşi Elmalar                 |                        | Samet                      |                |
| 2018                  | İçerdekiler                  |                        | Teacher                    |                |
| Televíziós sorozatok  |                              |                        |                            |                |
| Év                    | Eredeti cím                  | Magyar cím             | Szerep                     | Magyar hang    |
| 2007                  | Kara Güneş                   |                        | Alişir                     |                |
| 2008                  | Yaprak Dökümü                |                        | Doktor Nazmi               |                |
| 2009–2012             | Hanımın Çiftliği             |                        | Kemal                      |                |
| 2011                  | Firar                        |                        | Nadir                      |                |
| 2013                  | Ateş Altında Aşk             |                        |                            |                |
| 2013                  | Aramızda Kalsın              |                        | Civan                      |                |
| 2016                  | İstanbul Sokakları           |                        | Fırat                      |                |
| 2016–2017             | Muhteşem Yüzyıl: Kösem       | A szultána             | Silahtar Mustafa Pasa      | Schmied Zoltán |
| 2017                  | Kalk Gidelim                 |                        |                            |                |
| 2017–2019             | Kadın                        | Egy csodálatos asszony | Sarp Çeşmeli / Alp Karahan | Pataki Ferenc  |
| 2020                  | Zemheri                      |                        | Ertan                      |                |
| 2020–2022             | Sadakatsiz                   | Elárulva               | Volkan Arslan              | Zöld Csaba     |
| 2023–                 | Maviye Sürgün                |                        | Ali                        |                |
| 2024–                 | Yan Oda                      |                        | Fikret Alabey              |                |
| Színház (színészként) |                              |                        |                            |                |
| Év                    | Cím                          | Szerep                 |                            |                |
| 1998                  | Fehim Paşa Konağı            |                        |                            |                |
| 1999                  | Kuğular Şarkı Söylemez       |                        |                            |                |
| 2000                  | Ada                          |                        |                            |                |
| 2001                  | Yalancı Aranıyor             |                        |                            |                |
| 2002                  | Soyut Padişah                |                        |                            |                |
| 2002                  | Kaktüs Kumpanya              |                        |                            |                |
| 2004                  | Yeşil Papağan Limited        |                        |                            |                |
| 2005                  | Suçlular Çağı Suçsuzlar Çağı |                        |                            |                |
| 2006                  | Komşu Köyün Delisi           |                        |                            |                |
| 2006                  | Hayvan Çiftliği              |                        |                            |                |
| 2010                  | Uçurtmanın Kuyruğu           |                        |                            |                |
| 2011                  | Titanik Orkestrası           |                        |                            |                |
| 2012                  | Pandaların Hikâyesi          |                        |                            |                |
| 2016                  | Köpek, Kadın, Erkek          |                        |                            |                |
| Színház (rendezőként) |                              |                        |                            |                |
| Év                    | Cím                          | Szerep                 |                            |                |
| 1999                  | Kuğular Şarkı Söylemez       |                        |                            |                |
| 2000                  | Ada                          |                        |                            |                |
| 2005                  | Suçlular Çağı Suçsuzlar Çağı |                        |                            |                |
| 2006                  | Hayvan Çiftliği              |                        |                            |                |
| Musicalek             |                              |                        |                            |                |
| Év                    | Cím                          | Szerep                 |                            |                |
| 2016                  | İstanbulname                 |                        |                            |                |